# Untertresenfeld
Untertresenfeld ist ein Dorf in der nördlichen Oberpfalz und Ortsteil der Stadt Vohenstrauß.

## Geographische Lage
Untertresenfeld befindet sich etwa 2,5 km südlich von Waldthurn und 3,5 km nördlich von Vohenstrauß.
Untertresenfeld liegt am Ufer des Trausenbaches.
Der Trausenbach wechselt zweimal seinen Namen.
Er heißt ab seiner Quelle am Westhang des Fahrenberges bis etwa Obertresenfeld Furtbach, dann bei Untertresenfeld Löhlbach und weiter flussabwärts Trausenbach bis zu seiner Mündung in die Luhe.

## Geschichte
In der Mitte des 13. Jahrhunderts gehörte (Ober- und Unter-) Tresenfeld (auch: Dresenvelt, Dresenfeld) zur Herrschaft Waldthurn.
Tresenfeld wurde in den Jahren 1271, 1272 und 1273 schriftlich erwähnt.
Ulrich von Hostau, Gottfried von Waldthurn und Friedrich von Waldthurn verzichteten zugunsten des Klosters Waldsassen auf ihre Ansprüche an Güter in Tresenfeld.
1483 überließ Ulrich von Waldau zu Waldthurn seinen Söhnen Besitzungen in Untertresenfeld.
1535 hatten die Waldauer zu Waldthurn 2 Höfe, 2 Halbhöfe und 1 Lehen in Obertresenfeld, 2 Höfe und 1 Lehen in Mittertresenfeld und 1 Grundholden in Untertresenfeld.
Im 18. Jahrhundert war Obertresenfeld ein Dorf, Untertresenfeld ein Weiler, beide gehörten zur Gemeinde Altenstadt. Ein Anwesen in Tresenfeld war freieigen und zahlte Zins an die Pfarrei Luhe.
Im 18. Jahrhundert gehörte Tresenfeld zur Gemeinde Altenstadt und zur Pfarrei Vohenstrauß.
Es hatte 16 Anwesen und eine Mühle.
Zinsabgaben erhielt die Pfarrei Luhe.
2 Anwesen unterstanden der Grundherrschaft und dem Niedergericht Pleystein, ein anderes Anwesen unterstand der Grundherrschaft der katholischen Kirchenstiftung Vohenstrauß und dem Niedergericht Amt Vohenstrauß, der Rest unterstand dem Niedergericht Leuchtenberg.
Untertresenfeld gehörte zum 1808 gebildeten Steuerdistrikt Altenstadt. Zu diesem gehörten neben Altenstadt selbst Obertresenfeld, Untertresenfeld, Fiedlbühl, Kößlmühle, Oelschlag, Papiermühle.
Tresenfeld bildete Anfang des 19. Jahrhunderts mit 23 Familien eine unmittelbare landgerichtische Ruralgemeinde, die zum Markt Waldthurn gehörte.
Diese Gemeinde Tresenfeld bestand aus dem Dorf Obertresenfeld mit 17 Familien und dem Weiler Untertresenfeld mit 6 Familien.
1830 wurde Tresenfeld nach Altenstadt eingemeindet.
Mit der Gemeindereform 1972 kam Untertresenfeld in die Gemeinde Vohenstrauß.

### Kapelle in Untertresenfeld
Die denkmalgeschützte Schraml-Kapelle steht auf dem Weg von Untertresenfeld nach Albersrieth. Sie weist die Jahreszahl 1701 und die Anfangsbuchstaben des Erbauers H. M. (gemeint ist der Hofbesitzer Haberkorn Michael) auf. 1888 wurde die Kapelle von Johannes Frischholz mitsamt dem landwirtschaftlichen Anwesen erkauft.
Auf der Giebelseite ist der mit einem Holzgitter versehene Eingang, darüber ist ein Kreuz angebracht. Im Inneren ist ein Betschemel und das Bild der Schmerzhaften Mutter Gottes, das angeblich aus der Schlosskapelle von Waldau stammt. Die Kapelle wird von zwei mächtigen Linden eingerahmt.

## Einwohnerentwicklung in Untertresenfeld ab 1838
| Jahr | Einwohner | Gebäude |
| ---- | --------- | ------- |
| 1838 | 43        | 6       |
| 1871 | 37        | 20      |
| 1885 | 31        | 7       |
| 1900 | 44        | 6       |
| 1913 | 43        | 7       |
| 1925 | 30        | 6       |

| Jahr | Einwohner | Gebäude |
| ---- | --------- | ------- |
| 1950 | 44        | 6       |
| 1961 | 28        | 7       |
| 1970 | 25        | k. A.   |
| 1987 | 31        | 7       |
| 2011 | 25        | k. A.   |